# Dietrich Wilhelm Stolte

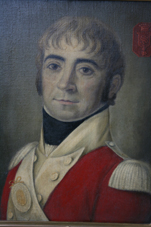
Dietrich Wilhelm von Stolte, Generalmajor

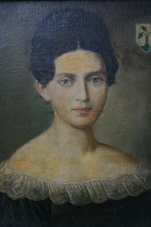
Dorothea Stolte, geb. de Croupp

Dietrich Wilhelm von Stolte (* 16. Juli 1770 in Walsrode; † 25. März 1851 in Aurich) war ein deutscher Generalmajor.

## Leben
Er war das zehnte von 14 Kindern des Johann Christian Stolte, Ratsherr und Kämmerer zu Walsrode und dessen Ehefrau Frederike Eva, geborene Ohagen. Seine Kindheit und Jugend verbrachte Stolte in Walsrode und Eiverserdamm bei Neustadt am Rübenberge.

### Militärkarriere
Stolte begann 1788 seine militärische Laufbahn mit dem Eintritt in den hannoverschen Militärdienst. Später wurde er durch Patent vom 9. Juni 1794 zum Fähnrich im 5. Infanterie-Regiment bestellt und diente dort bis zur Auflösung der Armee im Jahre 1803. Am 21. April 1805 trat Stolte als Leutnant zur „King’s German Legion“ über, machte mit dieser 1805/06 eine Expedition nach Hannover, 1807/08 eine Expedition nach dem Baltischen Meer, die mit der Schlacht und Belagerung der englischen Flotte vor Kopenhagen und der Wegführung der dänischen Kriegsschiffe nach England endete.
Weiter nahm er im 2. Linien-Bataillon der Legion am Peninsular Krieg unter dem Herzog von Wellington an den Kämpfen gegen Napoleon I. in Portugal, Spanien und Frankreich teil, in dessen Verlauf er auch zwei Mal verwundet wurde:
- 21. August 1808 Schlacht bei Vimeiro
- 28. Dezember 1808 Benavente
- 27./28. Juli 1809 Schlacht von Talavera de la Reina,
- 27. September 1810 Schlacht von Busaco (schwer verwundet)
- Ende 1810 Kämpfe vor den befestigten Linien von Torres Vedras
- 24. April 1811 zum Kapitän befördert
- 3. Mai 1811 Schlacht bei Fuentes de Oñoro
- 19. Januar 1812 Einnahme von Ciudad Rodrigo
- 6. April 1812 Erstürmung von Badajoz
- 22. Juli 1812 Schlacht bei Salamanca
- 21. Juni 1813 Schlacht bei Vitoria
- 18. September 1813 Einnahme von San Sebastian
- 1813 Burgos
- 10. November 1813 Saint-Jean-de-Luz
- 23. Februar 1814 Kämpfe um Bayonne (verwundet)
- 27. Februar 1814 Schlacht bei Orthez
- 10. April 1814 Schlacht bei Toulouse
- 1814 Stationierung in den Niederlanden.

In dem darauffolgenden Sechsten Koalitionskrieg kämpfte Stolte als Major (Patent vom 30. Mai 1815) am 18. Juni 1815 beim Feldzug gegen Frankreich in der Schlacht bei Waterloo mit, in deren Verlauf hatte sein 1. Leichtes Bataillon, zusammen mit dem 2. Leichten Bataillon unter dem Oberkommando von Major Georg Baring die Aufgabe, mit schwachen Kräften und äußerst wenig Munition das Gehöft La Haye Sainte gegen eine französische Übermacht zu verteidigen.
Als die Legion im Jahre 1816 aufgelöst wurde, kam er zum 9. Infanterie-Regiment „Ostfriesland“ nach Emden und war als stellvertretender Kommandeur des 3. oder Landwehr-Bataillons in Bentheim.

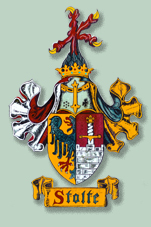
Das bürgerliche Wappen der Familie Stolte seit 1822

Nach der Neuordnung der hannoverschen Infanterie (am 1. Januar 1820) wurde Stolte als Major dem 10. Infanterie-Regiment „Ostfriesland“ in Emden unter Führung von Generalmajor Bodecker zugeteilt und am 30. Oktober 1825 zum Oberstleutnant befördert. Infolge „Reduktion“ der Armee schied er am 10. Mai 1833 vorübergehend aus den hannoverschen Militärdiensten aus, wurde am 5. Juni 1838 aber reaktiviert und am 28. Oktober 1833 zum Stadtkommandant von Emden ernannt. Dort wohnte er in der Burgstraße. Am 1. April 1838 unter Beförderung zum Oberst (Patent vom 10. Juni 1838) ist er zum Stadtkommandant von Aurich ernannt worden. Am 5. Juni 1845 wurde er Generalmajor und war weiter bis zu seinem Tod Stadtkommandant in Aurich.

### Familie

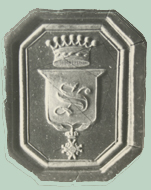
Das Dienstsiegel des Stadtkommandanten Dietrich Wilhelm Stolte

Stolte heiratete am 6. August 1819 in Lingen Juliane Charlotte Dorothea de Croupp. Sie war die Tochter von Christian Heinrich de Croupp, Oberstleutnant des köngl. 5. Infanterieregiments zu Lingen und seiner Ehefrau Dorothea Sophie Johanna Wilhelmine, geborene von Hartmann. Aus der Ehe gingen elf Kinder hervor. Anlässlich der Geburt seines ersten Sohnes, Karl August Heinrich (1822–1858), stiftete Stolte das nebenstehende bürgerliche Wappen für seine direkten Nachfolger. Das Wappen zeigt links eine Adlerhälfte, die auch auf der Garnisonskriegsflagge zu sehen war, die Stolte in der Schlacht zu Waterloo befehligte. Neben der göttlichen Ewigkeit symbolisiert der Adler auch Mut und Stärke. Das Schwert rechts symbolisiert die militärische Stärke seiner Person. Die Krone über dem Helm im Wappen wurde als Zeichen der königlichen Genehmigung platziert. Diese Krone ist die Gleiche, wie in seinem persönlich Siegel mit Ring, den er aus der Hand König Georg IV. von Hannover unter anderem für seine militärischen Leistungen bekam. Das von Dietrich Wilhelm gestiftete Wappen wird seit 1822 bis heute im Siegelring getragen.

## Auszeichnungen
Außer vielen Kriegsauszeichnungen erhielt er als Anerkennung seiner treuen Dienste von König Georg IV. von Hannover 1821 einen Kristallpokal nebst Miniaturbild des Königs sowie Orden und Siegel. Das Siegel zeigt die Initiale „S“ und darunter die Abbildung des an ihn verliehenen Guelphen-Ordens. Über dem Ganzen eine Freiherrnkrone. Zusätzlich erhielt er das Kommandeurskreuz des Guelphen-Ordens. Mit dieser Auszeichnung war die Erhebung in den persönlichen Adelsstand verbunden.